# Muzikál ze střední 3: Maturitní ročník
Muzikál ze střední 3: Maturitní ročník je hudební film z produkce Disney Channel, který byl uveden do kin v roce 2008. Jde o třetí a poslední část v High School Musical trilogii. Jeho divadelní vydání ve Spojených státech začalo 24. října 2008. Kenny Ortega se vrátil jako režisér a choreograf, stejně jako všech šest hlavních herců. Na českém Disney Channelu bude vysílán 28. září 2013. V premiéře se však objevil v českých kinech. I přes smíšené recenze tohoto filmu v prvních třech dnech od jeho uvedení vydělal 50 milionů dolarů v Severní Americe a dalších 40 milionů dolarů v zámoří. Stanovil tak nový rekord největší sledovanosti pro hudební film. Úspěch série Muzikál ze střední vedly vedení Disney Channel k tomu, aby natočil nový film z produkce Disney Channel Original Movies Sharpay's Faboulus Adventure.

## Děj
Kapitán týmu East High Troy Bolton (Zac Efron) má před sebou poslední zápas v East High, a pak si každý půjde svou cestou. Jelikož se East High letos vedlo velmi skvěle, je toto zápas finálový. East High nezklame a vyhraje pohár a k této příležitosti se koná velká párty. Troy s Gabriellou (Vanessa Hudgens) si povídají o tom, jak se bude vyvíjet jejich vztah po maturitě, protože každý jde na jinou vysokou školu.
Sharpay Evansová (Ashley Tisdale) potká Tiaru Goldovou, britskou výměnou studentku, která se chce stát Sharpayinou osobní asistentkou. Sharpay se nikdy nikdo nelíbí, ale tahle dívka ji zaujme a proto ji přijme. Když učitelka dramatu, slečna Darbusová zjistí, že se přihlásilo málo studentů pro jarní muzikál, a tak Sharpay naznačuje, že by mohla být show pouze s jedním zpěvákem (samozřejmě, že tím jedním zpěvákem myslela sebe). Kelsi, která píše písně pro muzikály, okamžitě zaregistruje všechny své spolužáky. To má za následek to, že paní Darbusová oznámila, že vytvoří muzikál o jejich posledních dnech na East High, tzv. Senior Year. Navíc zjistí, že Sharpay, Ryan, Kelsi, Troy byli navrženi na stipendium na Juilliard School, ale pouze jeden z nich má být vybrán. Troy je zmaten, protože neměl v úmyslu studovat na Juilliardu. Sharpay je zoufalá, hrozně moc chce to stipendium, ale ví, že Kelsi napíše nejlepší píseň vždy Troyovi a Gabrielle, a proto jí písní o její budoucnosti donutí napsat nejlepší píseň pro ni a Ryana.
Další den se Gabriella a Troy setkají na střeše a Gabriella Troye učí, jak tancovat. Chad pak žádá Taylor, jestli by s ním nešla na ples. Ona zpočátku odmítne, ale později s tím souhlasí. Skupina nacvičuje na hudební scénu o jejich Maturitním večírku. Další den Ryan vejde do místnosti, kde Kelsi skládá a začne zpívat píseň, která má za následek to, že Ryan pozve Kelsi na ples. Zatímco Troy a Chad vzpomínají na své minulosti, Sharpay a Tiara zjistí, že Gabriela má šanci jít na Stanfordovu univerzitu. Sharpay Troye přesvědčí, že on je jen věc, která drží Gabriellu z jejího snu. Troy o tom s Gabrielou mluví a po sdílení trapné noci, zpívá Gabriella píseň a odchází na vysokou školu.
Troyův otec Jack s ním mluví o jeho akademické budoucnosti, a také očekává, že bude studovat na univerzitě Albuquerque. Na tento předpoklad se Troy rozzlobí, protože je to jeho život a otec mu nemá co do něho mluvit. Po hádce uteče, vrážet kolem East High zmateně, až nakonec křičí na vrcholu své plíce v divadle. Paní Darbusová je tajně sleduje a odhaluje, že poslal na jeho žádost o Juilliard. Troy později dostane hovor od Gabrielly a ta mu říká, že ačkoli ho miluje, nevrátí se do Albuquerque. Nicméně, v den plesu, Troy navštíví Gabriellu na Stanfordově univerzitě a přesvědčí ji, aby se vrátila, políbí se a zpívají znovu píseň, kterou zpívala Gabriella, když učila Troye tančit. Troy se vrací zpátky na East High, Sharpay je zpracována za poslední muzikál na East High a Troyův kolega basketbalista Jimmie obdrží text od Troye, aby mu na pokrytí pro něj na pódiu, protože on přijde pozdě. Juilliard zástupci jsou tam a sledují vystoupení a zdá se, že vše dobře dopadne.
Kelsi a Ryan startují na show, následuje pár dalších čísel, Jimmie pak vystupuje s Sharpay a uvádí ji do rozpaků, i když publikum mu tleská. Troy a Gabriella se objeví v průběhu druhé poloviny přehlídky a zpívají spolu duet. Tiara pak zradí Sharpay a řekne jí, jak příští rok převezme dramatické oddělení. Sharpay se konečně dozví, jaké to je být ponížena, ale nechce jít dolů. Zatímco Tiara provádí, Sharpay se okamžitě zhroutí a její výkon jí dovede k vítězství. Na konci muzikálu, paní Darbusová ukazuje, že Kelsi a Ryan vyhráli stipendium na Juilliard a vypráví o plánech do budoucna. Na slavnostní promoci Troy dává projev třídy. Pak házejí čepice ve vzduchu.

## Obsazení
- Zac Efron jako Troy Bolton
- Vanessa Hudgens jako Gabriella Montezová
- Ashley Tisdale jako Sharpay Evansová
- Lucas Grabeel jako Ryan Evans
- Corbin Bleu jako Chad Danforth
- Monique Coleman jako Taylor McKessieová
- Olesya Rulin jako Kelsi Nielsenová
- Chris Warren Jr. jako Zeke Baylor
- Ryne Sanborn jako Jason Cross
- Kaycee Stroh jako Martha Coxová
- Alyson Reed jako paní Darbusová
- Bart Johnson jako trenér Jack Bolton
- Jemma McKenzie-Brown jako Tiara Goldová